# Remigia mutuaria
Remigia mutuaria är en fjärilsart som beskrevs av Walker 1858. Remigia mutuaria ingår i släktet Remigia och familjen nattflyn. Inga underarter finns listade.